# 山岡信貴
山岡 信貴（やまおかのぶたか、1965年 - ）は、日本の映画監督、プロデューサー。監督名義で山岡秀雄を使用する事もある。

## 来歴
大阪市生まれ。同志社大学工学部卒業。IMAGICAにおいて劇映画のポストプロダクション業務と平行して、1993年に16ミリ処女長編映画「PICKLED PUNK」を製作。同作品はぴあフィルムフェスティバルにて審査員特別賞を受賞後、ベルリン映画祭ほか多数の映画祭に招待上映される。以後も実験的なスタイルを貫きながら定期的に作品を発表し続けている。映像への関与は、外国映画の買い付けやDVD商品企画開発、TV番組、ゲームソフトのプロデュース、さらには携帯電話キャリアと共に視覚の心理状態への影響の研究やデバイス開発等、多岐にわたる。2013年にはロサンゼルスのIndependent film makers showcaseにて全作品のレトロスペクティブが開催された。

## フィルモグラフィ

### 長編監督作品
- 「PICKLED PUNK」（1993年）
ベルリン国際映画祭他正式招待作品
- 「Zeki, Florian and Kelly!」（1997年）
マドリッド国際映画祭他正式招待作品
- 「PIG'S INFERNO」（2000年）
リオデジャネイロ国際映画祭他正式招待作品
- 「ソラノ」（2005年）
シンガポール国際映画祭他正式招待作品
- 「天然性侵略と模造愛」（2005年）
プサン国際映画祭他正式招待作品
- 「死なない子供、荒川修作」（2010年）

- 「縄文にハマる人々」（2018年）

- 「トゥレップ〜『海獣の子供』を探して〜」（2019年）

### 主な短編監督作品
- 「M.O.M pp」（1997年）
- 「Methods of mayhem」（1997年）
- 「Lovely lovely beautiful world!」（1997年）

### インターネットムービー
- 「遊星メガドルチェ」（2009年）
Hollywood Reel Independent Film Festival 正式招待作品

### 主なプロデュース作品
- 「ウルトラQ the dark fantasy」TVシリーズ
- 「トーリ」浅野忠信監督作品
- 「ネオコラ!」TVシリーズ

### CM
- 「ぴあフィルムフェスティバル」
- 「双日株式会社」
- 「黒澤明記念ショートフィルムフェスティバル」